# Public Country-by-Country-Reporting
Durch Public Country-by-Country-Reporting (PCbCR, auch kurz: Country-by-Country-Reporting genannt) soll mehr Steuertransparenz für multinationale Unternehmen hergestellt werden. Dies soll unter anderem dadurch erreicht werden, dass in der Europäischen Union tätige Konzerne mit einem weltweiten Umsatz ab 750 Millionen Euro offenlegen müssen, wie viele Steuern sie in bestimmten Ländern entrichten.
Nach Einschätzung der Europäischen Kommission werden in der EU jedes Jahr allein durch die Umgehung der Körperschaftssteuer durch Gewinnverlagerung etwa 50-70 Milliarden Euro den Unionsmitgliedstaaten vorenthalten. Die Denkfabrik Tax Justice Network sieht die EU-Länder für 36 Prozent der weltweit durch Steuermissbrauch von Unternehmen entgangenen Steuern verantwortlich. Dies koste die Staaten weltweit jedes Jahr über 154 Milliarden Dollar. Als Profiteure gelten auch Niedrigsteuerländer in der EU wie Irland, Luxemburg und die Niederlande.
Public Country-by-Country-Reporting ist Teil einer gerechten Gesamtkonzernbesteuerung um auch Steuerbetrug und Steuerhinterziehung durch international tätige Konzerne zu verhindern.

## Geschichte
Die Europäische Kommission hat 2016 einen Vorschlag getätigt zur länderbezogenen Berichterstattung über steuerrelevante Informationen durch Großkonzerne. Solche Großkonzerne mit einem weltweiten Umsatz ab 750 Millionen Euro sollen verpflichtet werden, ihre erzielten Gewinne und die entrichteten Steuern nach Ländern aufgeschlüsselt offenzulegen. In einer Entschließung vom 24. Oktober 2019 forderte das Europäische Parlament die Unionsmitgliedstaaten auf, die längst überfälligen Regeln zu erarbeiten, damit multinationale Unternehmen Steuerzahlungen detailliert offenlegen müssen. Das Europäische Parlament hatte dem Gesetzesvorschlag der Kommission bereits 2017 zugestimmt. Doch die zuständigen Minister der Unionsmitgliedstaaten konnten sich nicht auf eine Position einigen.
Besonders Österreich und Deutschland wurden als Verhinderer der Einführung der Transparenzregeln immer wieder genannt. In Österreich gab es seit Dezember 2019 sogar einen bindenden Nationalratsbeschluss, der von der Regierung die Zustimmung zu diesen Steuertransparenzregeln forderte, doch wurde dieser Beschluss von der Regierung jahrelang ignoriert. Zu Beginn des Jahres 2021 wurde die Zuständigkeit für die Steuertransparenz von der portugiesische Ratspräsidentschaft von den Finanzministern weggenommen und zum Wettbewerbsrecht verschoben. Damit mussten Entscheidungen nicht mehr einstimmig getroffen werden, sondern nun reichte eine qualifizierte Mehrheit. Am 25. Februar 2021 stimmte dann die österreichische Regierung (Wirtschaftsministerin Margarete Schramböck) endlich den unionsweiten Steuertransparenzregelungen zu.

## EU-Regelung

### Standpunkt des Europäischen Parlaments
Das Europäische Parlament forderte 2017 eine umfassendere Berichtspflicht, als diese dann in einem späteren Kompromiss festgelegt wurde. Nach der Sichtweise zur Steuertransparenz des Europäischen Parlaments sollten Unternehmen einen jährlichen Bericht in ein öffentliches von der Europäischen Kommission verwaltetes Register einstellen müssen. Dieser Bericht müsse beinhalten:
- den Namen des Unternehmens und gegebenenfalls eine Liste aller seiner Tochterunternehmen,
- eine kurze Beschreibung der Art ihrer Tätigkeiten und ihre jeweiligen geographischen Standorte;
- die Zahl der Beschäftigten in Vollzeitäquivalenten;
- den Betrag der Nettoumsatzerlöse;
- ausgewiesenes Kapital;
- den Gewinn oder Verlust vor Ertragsteuern;
- den Betrag der im betreffenden Geschäftsjahr von Unternehmen und Zweigniederlassungen mit
- Steuersitz im jeweiligen Steuergebiet entrichteten Ertragsteuern;
- den Betrag der einbehaltenen Gewinne;
- ob Unternehmen, Tochterunternehmen oder Zweigniederlassungen von einer bevorzugten steuerlichen Behandlung profitieren.

Das Europäische Parlament forderte, ähnlich wie auch ATTAC, dass es eine strenge Beschränkungen der Ausnahmen geben müsse.

### Kompromiss
Geeinigt haben sich Rat, Europäisches Parlament und Kommission sodann, dass international agierende Konzerne (unabhängig davon, ob sie ihren Sitz innerhalb oder außerhalb der EU haben), die zwei Jahre in Folge einen Umsatz von jeweils mindestens 750 Millionen Euro aufweisen, ihre Umsätze, Gewinne, Steuern und Mitarbeiterzahl nach EU-Ländern und Steueroasen aufschlüsseln müssen. Damit soll offensichtlich werden, ob die von diesen Konzernen entrichteten Steuern den wirtschaftlichen Aktivitäten entsprechen. Als Steueroasen gelten Länder, die auf der sogenannten Schwarzen Liste der Steueroasen der EU stehen und Staaten, die mindestens zwei Jahre auf der Grauen Liste der EU stehen (z. B. die Türkei).
Sobald ein endgültiger Beschluss vorliegt, müssen die Unionsmitgliedstaaten diesen in weiteren 24 bis 30 Monaten umsetzen. Es wird bereits damit gerechnet, dass betroffenen Unternehmen oder überstimmte Unionsmitgliedstaaten beim Europäischen Gerichtshof (EuGH) die Steuertransparenz beeinsprucht werden.

### Commodo et Incommodo
Nicht-öffentliche Country-by-Country-Reportings für Konzerne müssen bereits seit Jahren bei den nationalen Steuerbehörden eingereicht werden. Diese Berichte sind aber nicht öffentlich (public) und werden lediglich unter den Steuerbehörden ausgetauscht. Für die Unternehmen ändert sich somit am Verwaltungsaufwand nicht viel, wenn diese veröffentlicht werden müssen, da die Daten bereits erhoben sind. Für Bankengruppen gilt die Offenlegung bereits aufgrund von Artikel 89 Kapitaladäquanz-Richtlinie.

#### Vorteile
Zukünftig sollen alle interessierten Personen die Möglichkeit haben, bestimmte Unternehmensdaten im Hinblick auf die Steuertransparenz einzusehen. Dabei würde offensichtlich werden, welche Konzerne und welche Länder Profite aus Steuerverschiebungen haben.
Das ist ein Riesenschritt für mehr Steuergerechtigkeit, sagte der damalige Bundesfinanzminister Olaf Scholz (SPD) am 2. Juni 2021, als sich Unterhändler des Rats der Europäischen Union und des Europäischen Parlaments sich am 1. Juni 2021 auf einen Kompromiss geeinigt hatten. Ähnlich positiv äußerte sich auch Bundesjustizministerin Christine Lambrecht (SPD) dazu.

#### Nachteile
Die Gegner, wie z. B. der Bundesverband der Deutschen Industrie, dieser Steuertransparenzregelungen sehen Nachteile für europäische Unternehmen im weltweiten Wettbewerb. Die USA hätten schon angekündigt, den bisherigen Austausch von Daten zu überdenken, wenn Tochterunternehmen von US-Unternehmen betroffen seien. Auch besteht die Befürchtung, dass chinesische Konzerne durch die Einsicht in die Steuertransparenzberichte Wettbewerbsvorteile erhalten, weil sie auf die Strategien von europäischen Unternehmen schließen könnten. Das französische Verfassungsgericht hat eine nationale PCbCR-Regelung 2016 für verfassungswidrig erklärt, weil es dadurch wesentliche Einblicke in die Produktions- und Vertriebsstruktur multinationaler Unternehmensgruppe geben könnte.

#### Generelle Kritik
ATTAC sieht positiv, dass: endlich Schluss (ist) mit Blockieren, Täuschen und Verzögern, das solange die Strategie der österreichischen Regierung in dieser Frage war. Die von der Europäischen Kommission und vielen Regierungen der Unionsmitgliedstaaten vorgesehene Steuertransparenz nur für Konzern-Aktivitäten in der EU und einige wenige Steueroasen seien jedoch zu wenig. Auch dass die Transparenz nur für sehr große Konzerne über 750 Millionen Euro Umsatz gelte, sei unbefriedigend. Dadurch wären 90 Prozent aller Konzerne gar nicht betroffen.
Oxfam kritisiert, dass viele Steueroasen nicht auf den EU-Listen stehen würden. Von rund 200 Staaten weltweit gebe es künftig nur Transparenz für die 27 EU-Staaten sowie 21 auf der Schwarzen und Grauen Liste. Die EU-Gesetzgeber haben multinationalen Konzernen viele Möglichkeiten eingeräumt, weiterhin im Verborgenen Steuern zu hinterziehen, indem sie ihre Gewinne in Steueroasen außerhalb der EU verlagern - wie die Bermudas, die Cayman-Inseln und die Schweiz.

## Schweiz
Die Eidgenössische Steuerverwaltung (ESTV) geht davon aus, dass in der Schweiz ansässige Konzerne mit einem Umsatz von mehr als 900 Millionen Franken von dieser Regelung nicht sehr viel stärker betroffen sind. Bereits heute müssten diese gegenüber der ESTV einen länderbezogenen Bericht erstellen, der von der ESTV an die Behörden der Partnerstaaten gesendet werde.